# 8813 Левіатан
8813 Левіатан (8813 Leviathan) — астероїд головного поясу, відкритий 29 листопада 1983 року.
Тіссеранів параметр щодо Юпітера — 3,023.